# Lytocarpia tridentata
Lytocarpia tridentata is een hydroïdpoliep uit de familie Aglaopheniidae. De poliep komt uit het geslacht Lytocarpia. Lytocarpia tridentata werd in 1899 voor het eerst wetenschappelijk beschreven door Versluys. 